# Gnidia lucens
Gnidia lucens är en tibastväxtart som beskrevs av Jean-Baptiste de Lamarck. Gnidia lucens ingår i släktet Gnidia och familjen tibastväxter. Inga underarter finns listade i Catalogue of Life.